# Ezechiel Landau

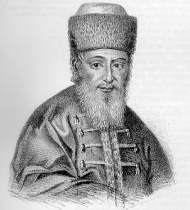
Ezechiel Landau

Ezechiel ben Jehuda ha-Levi Landau  (hebräisch יחזקאל לנדא, auch Yechezkel und Ezekiel ben Judah Landau; geboren am 8. Oktober 1713 in Opatów, Königreich Polen; gestorben am 29. April 1793 in Prag, Königreich Böhmen) war Dezisor der Halacha, also der jüdischen Rechtslehre, Oberrabbiner in Prag und ein Bekämpfer des Sabbatianismus, aber auch der Aufklärung (Gegner des Mendelssohnschen deutschen Pentateuchs). Sein bekanntestes Werk ist die Responsensammlung Noda bi-Jehuda („Bekannt in Juda“).
Landaus Familie stammt von dem bekannten mittelalterlichen Talmudgelehrten Raschi ab. Ezechiel Landau besuchte die Jeschiwa, die Talmudhochschule, in Ludmir und Brody. Im Jahr 1734 wurde er in Brody zum Dajan, also zu einem rabbinischen Richter, ernannt, und 1745 wurde er Rabbiner im ukrainischen Jampol. In Jampol versuchte er in einem Streit zwischen Jacob Emden und Jonathan Eybeschütz, der „Emden-Eybeschütz Kontroverse“, zu schlichten. Diese Auseinandersetzung „störte das Leben der jüdischen Gemeinde über viele Jahre“. Seine Rolle in dieser Kontroverse wurde als „taktvoll“ angesehen und brachte ihm Aufmerksamkeit und Wertschätzung der Gemeinde in Prag, zu deren Rabbiner er 1755 ernannt wurde. In Prag gründete er auch eine Jeschiwa und der rabbinische Autor Abraham Danzig war einer seiner Schüler.
Landau war nicht nur in seiner Gemeinde hoch angesehen, er stand in der Gunst von Regierungskreisen. Dementsprechend konnte er neben seinen Tätigkeiten als Rabbiner bei verschiedenen Gelegenheiten mit der Regierung vermitteln, wenn antisemitische Maßnahmen eingeleitet werden sollten. Kaiser Joseph II. nannte ihn den „Prager Judenpapst“, soll dies allerdings nicht schmeichelhaft gemeint haben. Landau stand den sozialen und politischen Auswirkungen des Josephinismus nach dem Erlass des Toleranzpatents sehr kritisch gegenüber und verurteilte alle Änderungen der traditionellen jüdischen Lehre, wie sie Hartwig Wessely oder Moses Mendelssohn propagierten. Er befürwortete die Ausbildung in profanen Wissenschaften und Sprachen, lehnte aber jeglichen Einfluss der Aufklärung auf religiöse Belange strikt ab.